# Жанвиль (Эр и Луар)
Жанвиль (фр. Janville) — коммуна во Франции, находится в регионе Центр. Департамент коммуны — Эр и Луар. Округ коммуны — Шартр. Входит в состав кантона Жанвиль.

## Известные уроженцы
- Фавр, Пьер Этьен Лазар (1812–1887) – лингвист, исследователь Малайзии.